# Confederación Francesa Democrática del Trabajo
La Confederación Francesa Democrática del Trabajo (en francés: Confédération française démocratique du travail, CFDT) es una central sindical francesa, una de las cinco mayores del país, dirigida desde 2021 por Marylise Léon. Se trata de la segunda confederación sindical francesa por número de afiliados (610 144), y una de las más influyentes, junto a la Confederación General del Trabajo (CGT), con una gran representatividad en todos los niveles.

## Historia

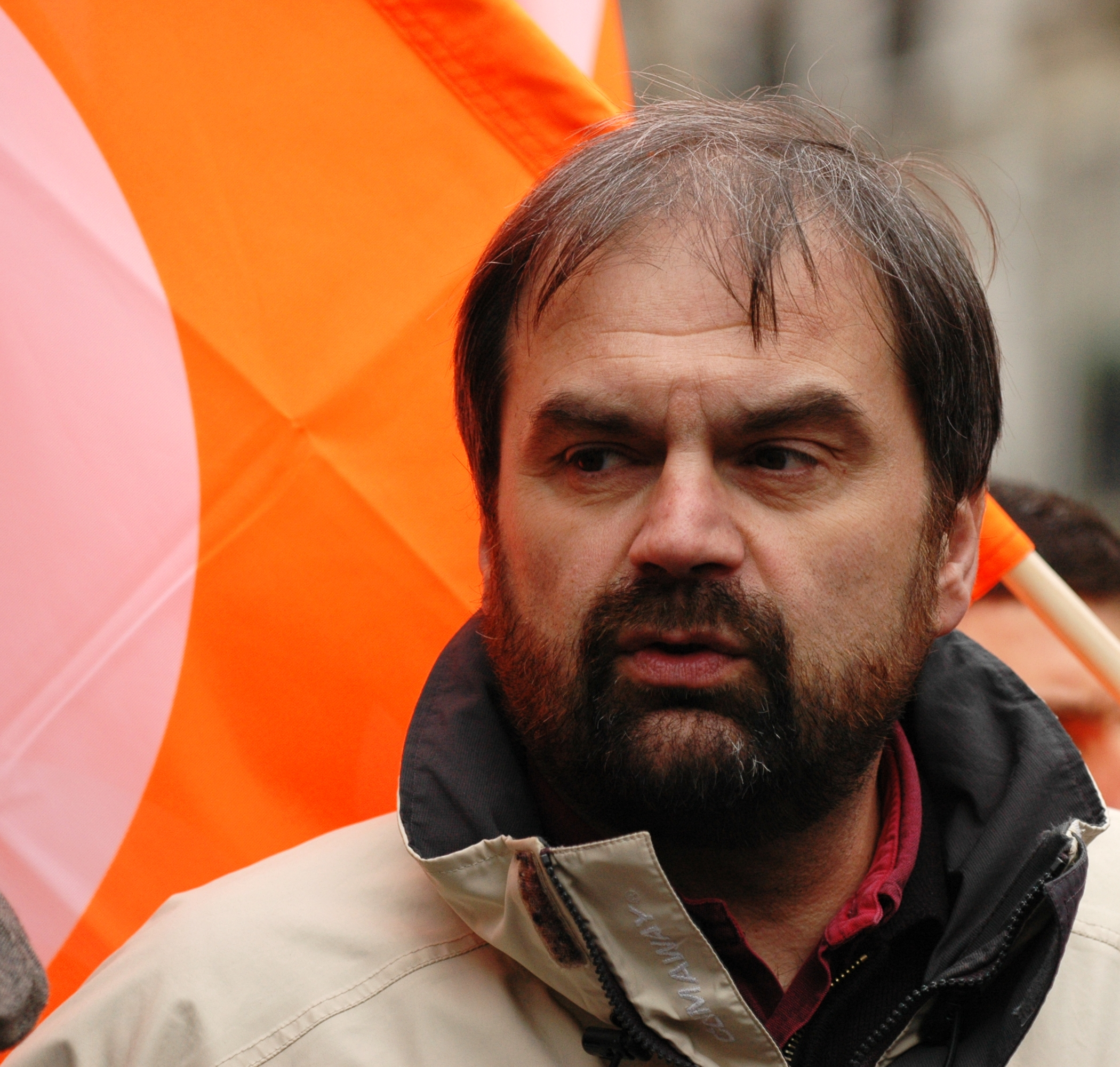
François Chérèque, secretario general de la CFDT entre 2002 y 2012, en una imagen de 2006.

La CFDT fue creada en 1964 cuando la mayoría de los miembros del sindicato cristiano Confederación Francesa de Trabajadores Cristianos (CFTC) decidieron que preferían formar parte de una unión laica. La minoría conservó el nombre CFTC. Al principio, bajo el liderazgo de Eugène Descamps, la CFDT se presentó como una confederación socialdemócrata próxima al Partido Socialista Unificado (PSU) liderado por Pierre Mendès France. A veces actuaba en concierto con la CGT, que estaba dominada por el Partido Comunista. Esta alianza tomó parte en el levantamiento de mayo del 68. Luego, la CFDT cambió sus estatutos y se definió asamblearia.
En 1974, muchos miembros de PSU y CFDT se unieron al Partido Socialista (PS), dirigido por François Mitterrand. Con Michel Rocard al frente, formaron una oposición interna llamada "la segunda izquierda". Abandonaron el proyecto autogestionario y abogaron por alinearse con el modelo socialdemócrata europeo. Al mismo tiempo, bajo la dirección de Edmond Maire, la CFDT cortó sus lazos con la CGT.
En la década de los ochenta, después de la elección de François Mitterrand y su decisión de seguir las políticas económicas socialistas, la CFDT parecía ser una organización progubernamental. Durante este tiempo muchos miembros y votantes se perdieron. En la década de 1990, bajo el liderazgo de Nicole Notat, la CFDT decidió distanciar su estrategia de la socialista. En esto, apoyó el plan de la reforma del estado de bienestar (Alain Juppé). Sustituyó a Force ouvrière (FO) como el "principal socio" de los empleadores y de los gobiernos de derecha.

## Elecciones sindicales

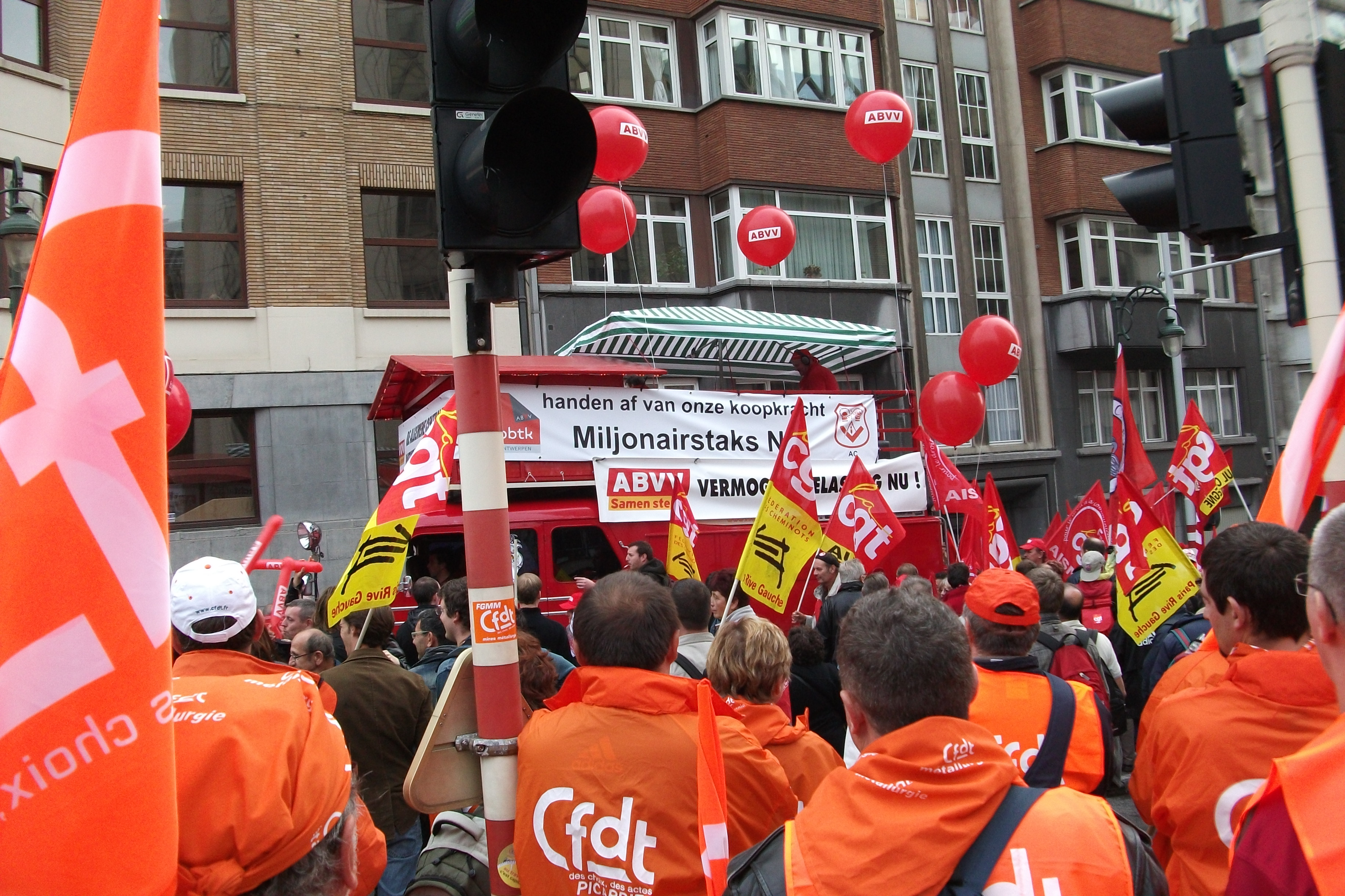
Demonstration in 2010 in Brussels

La CFDT obtuvo el 21,81 % de los votos en la universidad durante las elecciones profesionales de 2008, convirtiéndose en el segundo sindicato de Francia en el sector, de acuerdo con los votos en esas elecciones. Sin embargo, este resultado está por debajo del resultado del CFDT del 25,23 % en 2002 y su máximo resultado hasta la fecha, 25,35 % en 1997.

## Miembros destacados
- François Chérèque
- Jacques Chérèque
- Eugène Descamps
- Edmond Maire
- Nicole Notat
- Pierre Rosanvallon